# Arroyo Yucutujá
El arroyo Yucutujá es un curso de agua uruguayo que atraviesa el departamento de  Artigas perteneciente a la cuenca hidrográfica del Río de la Plata.
Nace en la Cuchilla de Belén y desemboca en el río Cuareim.